# Ulrich Stranz
Ulrich Stranz (ur. 10 maja 1946 w Neumarkt-Sankt Veit, zm. 27 kwietnia 2004 w Zurychu) – niemiecki kompozytor.
Studiował kompozycję w Monachium. Od 1974 mieszkał w Zurychu, gdzie pracował jako pedagog muzyczny i kompozytor.
Był twórcą przede wszystkim utworów na orkiestrę i zespoły kameralne, m.in. czterech kwartetów smyczkowych.